# Sant’Ulderico (Ivrea)

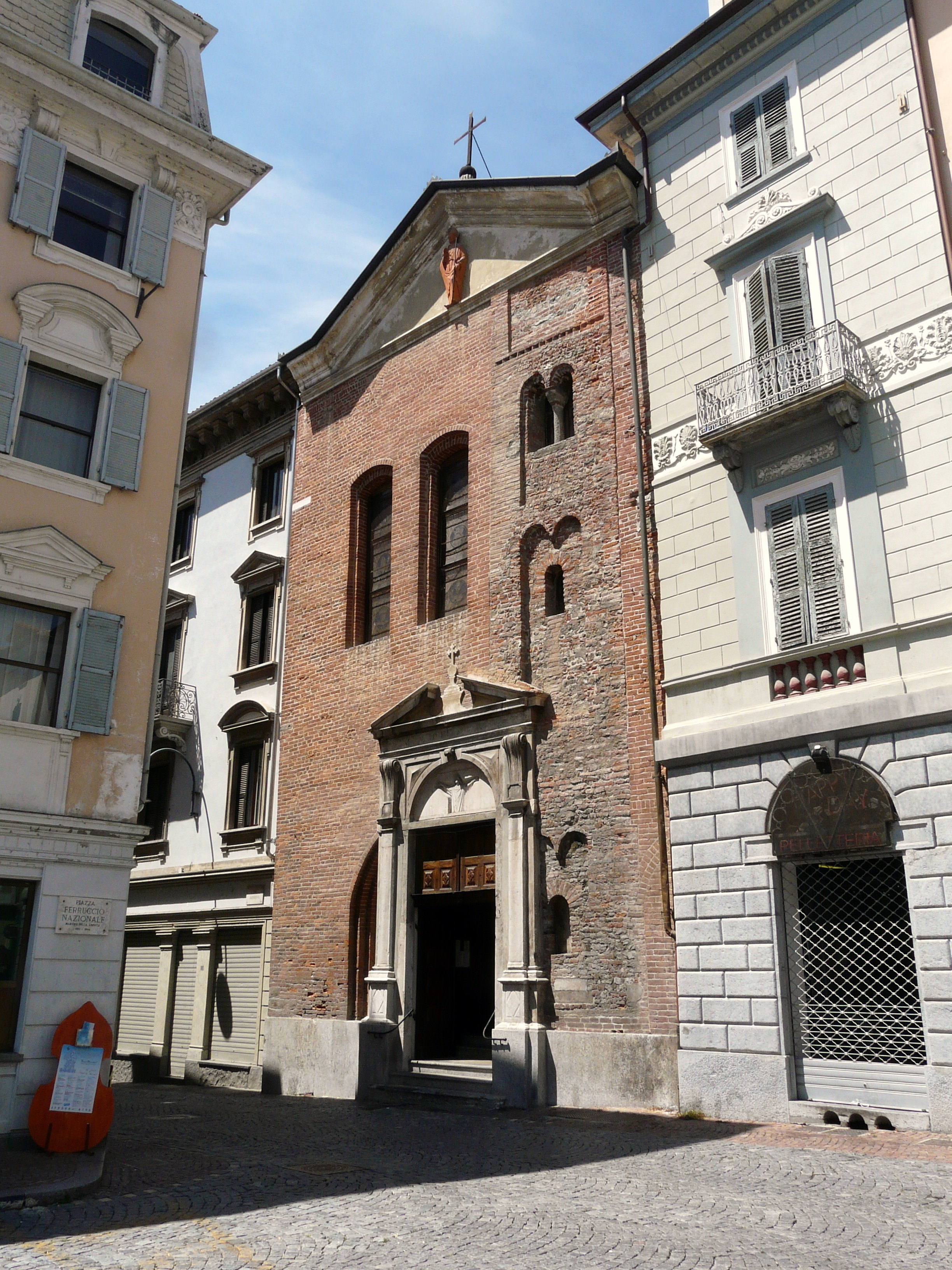
Fassade der Kirche Sant’Ulderico in Ivrea

Sant’Ulderico ist eine romanische Kirche im Stadtzentrum von Ivrea im Piemont, Italien.
Die Kirche mit dem Patrozinium des heiligen Ulrich (890–973), Bischof von Augsburg, entstand wohl schon wenige Jahrzehnte nach dessen Tod. Denn der Heilige hatte, wie die Legende besagt, auf einer Romreise an der Stelle der heutigen Kirche ein Wunder vollbracht: Er erweckte das kurz zuvor verstorbene Kleinkind seines Gastwirts wieder zum Leben.
Die Kirche ist mit roten Backsteinen gebaut, wobei offenbar auch Bauteile des römischen Theaters der antiken Stadt Eporedia, auf welche Ivrea zurückgeht, verwendet wurden. Vom ursprünglichen romanischen Bauwerk ist heute in der Fassade der Kirche am Hauptplatz, der Piazza di Città, in der Altstadt noch eine Seite des ehemaligen Glockenturms mit der charakteristischen romanischen Gliederung zu sehen. Der Rest der recht kleinen Kirche wurde im 18. Jahrhundert im barocken Stil komplett umgebaut. Der heutige Zustand der Fassade geht auf eine Restaurierung im Jahr 1952 zurück.